# تپه کهنه خردمند
تپه کهنه خردمند در شهرستان ملایر، بخش جوکار، دهستان ترک شرقی، روستای خردمند واقع شده و این اثر در تاریخ ۷ اسفند ۱۳۸۶ با شمارهٔ ثبت ۲۱۶۳۱ به‌عنوان یکی از آثار ملی ایران به ثبت رسیده است.